# YDbDr

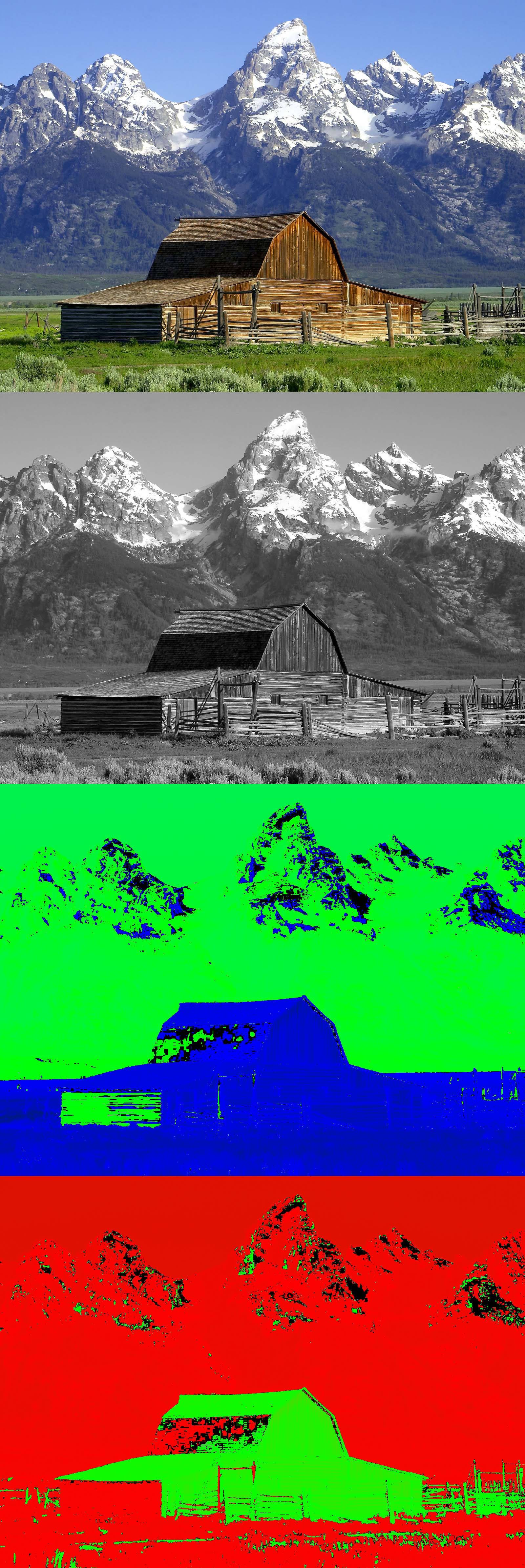
, 및 성분과 함께 있는 이미지.

YDbDr, 때때로 {\displaystyle YD_{B}D_{R}}로 표기되는 이 색 공간은 SÉCAM (프랑스와 구 동구권 일부 국가에서 채택됨) 아날로그 컬러 텔레비전 방송 표준에 사용된다. 이는 YUV (PAL 시스템에 사용됨) 및 관련 색 공간인 YIQ (NTSC 시스템에 사용됨), YPbPr 및 YCbCr과 매우 유사하다.
{\displaystyle YD_{B}D_{R}}은 {\displaystyle Y}, {\displaystyle D_{B}} 및 {\displaystyle D_{R}}의 세 가지 구성 요소로 이루어져 있다. {\displaystyle Y}는 휘도이며, {\displaystyle D_{B}} 및 {\displaystyle D_{R}}은 색차 구성 요소로, 빨간색 및 파란색 색상 차이를 나타낸다.

## 공식
세 가지 구성 요소 신호는 원래의 {\displaystyle RGB} (빨간색, 녹색, 파란색) 소스에서 생성된다. {\displaystyle R}, {\displaystyle G}, {\displaystyle B}의 가중치 값이 함께 추가되어 해당 지점의 전체 밝기 또는 휘도를 나타내는 단일 {\displaystyle Y} 신호를 생성한다. 그런 다음 {\displaystyle D_{B}} 신호는 원래 {\displaystyle RGB}의 파란색 신호에서 {\displaystyle Y}를 빼고 스케일링하여 생성되며, {\displaystyle D_{R}}은 빨간색에서 {\displaystyle Y}를 빼고 다른 인수로 스케일링하여 생성된다.
이 공식은 RGB 색 공간과 {\displaystyle YD_{B}D_{R}} 간의 변환을 근사한다.
{\displaystyle {\begin{aligned}R,G,B,Y&\in \left[0,1\right]\\D_{B},D_{R}&\in \left[-1.333,1.333\right]\end{aligned}}}
RGB에서 YDbDr로:
{\displaystyle {\begin{aligned}Y&=+0.299R+0.587G+0.114B\\D_{B}&=-0.450R-0.883G+1.333B\\D_{R}&=-1.333R+1.116G+0.217B\\{\begin{bmatrix}Y\\D_{B}\\D_{R}\end{bmatrix}}&={\begin{bmatrix}0.299&0.587&0.114\\-0.450&-0.883&1.333\\-1.333&1.116&0.217\end{bmatrix}}{\begin{bmatrix}R\\G\\B\end{bmatrix}}\end{aligned}}}
YDbDr에서 RGB로:
{\displaystyle {\begin{aligned}R&=Y+0.000092303716148D_{B}-0.525912630661865D_{R}\\G&=Y-0.129132898890509D_{B}+0.267899328207599D_{R}\\B&=Y+0.664679059978955D_{B}-0.000079202543533D_{R}\\{\begin{bmatrix}R\\G\\B\end{bmatrix}}&={\begin{bmatrix}1&0.000092303716148&-0.525912630661865\\1&-0.129132898890509&0.267899328207599\\1&0.664679059978955&-0.000079202543533\end{bmatrix}}{\begin{bmatrix}Y\\D_{B}\\D_{R}\end{bmatrix}}\end{aligned}}}
{\displaystyle YD_{B}D_{R}}의 {\displaystyle Y} 성분은 {\displaystyle Y}{\displaystyle U}{\displaystyle V}의 {\displaystyle Y} 성분과 동일하다는 점을 알 수 있다. {\displaystyle D_{B}}와 {\displaystyle D_{R}}은 YUV 색 공간의 {\displaystyle U} 및 {\displaystyle V} 성분과 다음과 같이 관련된다.
{\displaystyle {\begin{aligned}D_{B}&=+3.059U\\D_{R}&=-2.169V\end{aligned}}}

## 같이 보기
- YUV - 관련 색 시스템